# NGC 6406
NGC 6406 is een dubbelster in het sterrenbeeld Hercules. Het hemelobject werd op 10 juni 1885 ontdekt door de Franse astronoom Guillaume Bigourdan.